# Liste des rois Daces
Cette page répertorie les monarques de l'ancien royaume de Dacie. La chronologie s'avère souvent imprécise, car les écrits grecs et romains traitant des Daces ont été pour la plupart perdus avec le temps. De plus, la Dacie était divisée durant quelques périodes entre de multiples royaumes, de sorte que certains règnes se chevauchent.
- Zalmoxis - Roi légendaire
- Charnabon (en) - mentionné par  Sophocle
- Moskon (en) - IIIe siècle av. J.-C.
- Dromichaetes - IIIe siècle av. J.-C.
- Rubobostes (en) - IIe siècle av. J.-C.
- Oroles (en) - IIe siècle av. J.-C.
- Rhemaxos - aux alentours de l'an 100 av. J.-C.
- Dicomes (en) - Ier siècle av. J.-C.
- Rholes (en) - Ier siècle av. J.-C.
- Dapyx (en) - Ier siècle av. J.-C.
- Cotiso (en) (ou Cotison ou encore Koson?)- Ier siècle av. J.-C. mentionné par Suétone et Horace
- Zyraxes - Ier siècle av. J.-C.[1]
- Burebista - 70 av. J.-C. - 44 av. J.-C.[1]
- Comosicus (en) - 44 av. J.-C. - 28 av. J.-C.[1]
- Coson[1]
- Duras (en) - 68 - 87[1]
- Decebalus - 87 - 106[1]

En 106, sous Trajan, la Dacie devient une province de l'Empire romain.